# Angeli (gruppo musicale)
Gli Angeli sono un gruppo punk formatosi a Torino dalle ceneri dei Negazione.

## Storia del gruppo
Gli Angeli si formarono a Torino nel 1996. Lo stesso anno, in estate incidono il loro primo album nei Black Box Studios nelle campagne francesi della regione dell'Angiò; a produrlo fu Iain Burgess, che poteva vantare nel suo curriculum lavori con il meglio della scena underground di Chicago dei '90 (Big Black, Ministry, Cows, Pegboy, Jawbox e Naked Raygun). Per l'uscita del disco, intitolato semplicemente (Angeli), bisogna aspettare il maggio del 1997. Contiene un solo brano in italiano È un angelo, che uscì come singolo, i restanti sono cantati in inglese.
Il 10 luglio 1997 aprono a Torino il concerto dei NOFX e fanno da spalla anche ai Foo Fighters a Milano.
Nel giugno del 1998 si recano nuovamente ai Black Box Studios  in Francia   per incidere il secondo disco intitolato Voglio di più che raggiungerà i negozi nel gennaio 1999. Al contrario del precedente lavoro : tutti i brani sono cantati in italiano e solo uno in inglese. Il disco contiene pezzi veloci e diretti ed anche un riuscito mid-tempo, Con le mie scuse. Il 22 gennaio 1999 inaugurano il tour di Voglio di più con un concerto all Hiroshima Mon Amur di Torino insieme ai Linea 77 e proseguiranno fino all'estate con numerosi concerti in tutta la penisola. Il gruppo si sciolse sul finire del 1999.

## Formazione
- Roberto "Tax" Farano - voce, chitarra
- Marco Conti - basso
- Massimo “Massimino” Ferrusi - batteria

## Ex componenti
- Luca Marzello - basso
- Marco Betta - batteria

## Discografia

### Album in studio
- 1997 - Angeli
- 1999 - Voglio di più [1]